# 黃幸強
黃幸強（1931年6月19日—），中華民國陸軍二級上將、外交官、著名政治人物，生於湖南省安乡，親民黨籍，曾任駐希臘共和國代表（大使）、陸軍總司令、陸軍官校校長、陸軍八軍團司令、陸軍澎防部司令，現任親民黨甘泉黨部主任委員。

## 生平
陸軍軍官學校22期毕业。陸軍指揮參謀學院正規班1971年班、三軍大學戰爭學院正規班1980年班畢業。
曾任陸軍總司令部參謀官、台北軍區參謀長。1972年任中華民國陸軍第三十三師九十七旅旅長,1973年4月任陸軍第三十三師師長,1977年2月任陸軍第一二七師師長,1980年11月任陸軍軍官學校教育長,1981年7月任陸軍第五十八軍中將軍長,1982年3月任陸軍第四十三軍軍長兼陸軍澎湖防衛司令部司令,1984年3月任陸軍軍官學校校長,1986年5月任陸軍第八軍團司令部司令,1987年5月任陸軍金門防衛司令部司令。1987年12月2日晉升陸軍二級上將。1988年5月24日任陸軍總司令、中國國民黨中央委員。1991年6月任中華民國國防部副參謀總長。2000年3月任親民黨甘泉黨部主任委員。 
任內積極推動中華民國國軍實兵演練的漢光演習，頗具建軍成效。
陸軍總司令任內爆出轟動全台的五貪三腐案，包含主導和平新邨(將軍宅邸)興建，並低價配售於自己，並因此拔除職務、外調駐希臘代表。
在退役後，經常率中華民國國軍退役將領至中華人民共和國，與中國人民解放軍將領會談。